# Dan Paul Dumitrescu
Dan Paul Dumitrescu (n. 1966, București) este un cântăreț de operă român, bas al Operei de Stat din Viena, Wiener Staatsoper.

## Biografie muzicală
Dan Paul Dumitrescu a studiat mai întâi clarinetul la  Liceul de muzică «  George Enescu » din  București   Arhivat în 15 septembrie 2013, la Wayback Machine. după care  și-a continuat studiile muzicale la clasa de canto, în cadrul  Universitatea Națională de Muzică din București la clasa profesorului Vasile Martinoiu.  În paralel, în 1996 a studiat și a absolvit  Academia internațională de operă din Verona  - Italia. După încheierea studiilor la Academia de muzică, în 1997, a fost imediat angajat ca solist la Opera Națională din București. 
În 1997 a câștigat Marele premiu al Budapestei  la  Concursul internațional de canto din Budapesta și Premiul  întâi  pentru rolul Pistola din opera «Falstaff» de G. Verdi. În seria premiilor câștigate se mai află  Premiul special al juriului la Concursul «H. Darclée» ( 1995), Marele premiu  la Concursul internațional «N. Bretan» (1996), Premiul  întâi  la Concursul internațional  « S. Drăgoi» (1998) și Premiul   doi la Concursul internațional «H. Darclée» 1999). 
Anul 1997 a marcat începutul carierei internaționale ce se desfășoară pe scenele celor mai importante teatre lirice din lume: Royal Albert Hall , Oxford, Bristol, Canterbury,  Arenele din Verona  și Teatro Filarmonico di Verona. A cantat de asemeni la München, Berlin, Dortmund, Budapesta, Paris, Lyon, Toulouse,  Toulon și  Nimmes, la Teatre del Liceu din Barcelona , New Israeli Opera din Tel Aviv  și Tokio Bunka Kaikan .
În 12 ianuarie 2000 a debutat pe scena Operei de Stat din Viena Wiener Staatsoper în rolul Sparafucile, spectacol  în care i-a avut alături pe Tito Beltran, Georg Tichy și Andrea Rost. La scurt timp a fost invitat să se alăture ansamblului Operei de Stat din Viena Wiener Staatsoper în turneul pe care acesta l-a realizat la Tokio. Acolo a susținut rolul Prefectului din opera Linda di Chamounix de Gaetano Donizzetti . În 2001 a devenit  solist permanent al Operei de Stat din Viena. 
2001, anul comemorării Verdi a însemnat pentru basul Dan Paul Dumitrescu debutul la Scala din Milano, cu rolul Emirului von Ramladin opera Jerusalem, dar și susținerea altor roluri verdiene, pe importante  scene lirice: Ramfis( Aida), Sparafucile ( Rigoletto) la opera de Stat din Viena Wiener Staatsoper, Banquo ( Macbeth) la Viena și Dijon, Marele Inchizitor ( Don Carlo) la Paris, Toulouse, Lyon, Toulon și Nimmes.
“ „'În anul comemorarii  Giuseppe Verdi – 100 de ani, Opera de Stat din Viena  a prezentat versiunea verdiană  a  piesei lui Shakespeare,” Macbeth”. În această ultimă variantă a operei  lui Verdi,  Dan Paul Dumitrescu a oferit publicului o interpretare plină de forță.”' Wiener Zeitung 16 ian 2001
În 2002 a debutat la Festivalul de la Salzburg, scena unde a revenit  în următorii ani. Festivalul Wagner,  Festivalul de la Budapesta și Festivalul «George Enescu»  au fost alte evenimente importante ale lumii muzicale internaționale la care  Dan Paul Dumitrescu a fost invitat să susțină rolurile Commandore (Don Giovanni), Faffner (Rhingold) și Marele Preot ( Œdipe).Tot în 2002  a realizat o înregistrare cu rolul Raimondo( Lucia di Lammermoor – Donizzetti) alături de Edita Gruberova și în care la pupitru s-a aflat  Friedrich Haider. Acesta a fost începutul colaborării sale cu celebra soprană, în 2005 cântând împreună cu aceasta pe scena Operei de Stat din Viena în opera Norma de Bellini (rolul Oroveso) iar în 2010  fiind invitat să cânte în opera în concert Lucrezia Borgia de Donizzetti, în rolul Ascanio Petrucci, tot la Opera de Stat din Viena.
În paralel cu numeroasele roluri susținute pe scenele internaționale, Dan Paul Dumitrescu a susținut în  2005 o serie la Philharmonie am Gasteig din München în Des Grieux (Manon) și la Wiener Konzerthaus in Stromminger (La Wally) iar cinci ani mai târziu, în 2010 a fost invitat sa  cânte în Oratoriul  Jeanne d’Arc – Honegger pe scena Sălii de aur de la Musikverein din Viena și pe scena Sălii Bruckner din Linz.
Un repertoriu impresionant, care numără mai mult de 70 de roluri, construit cu atenție, în timp, un repertoriu pe care l-a susținut alături de nume importante ale teatrului liric: G. Dimitrova, C. Vannes, D. Dessi, M. Meseriakova, M. Guleghina, M. Zampieri, V. Urmana, S. Bonfadelli, D. Voight, R. Bruson, R. Vargas,  L. Nucci, T. Hampson, F. Furlanetto, R. Raimondi, N. Martinucci, C. Colombara, G. Sabatini  și sub bagheta  celor mai cunoscuți dirijori: Zubin Mehta, R. Giovanninetti, N. Santi, S. Osawa, I. Metzmacher, B de Billy, A. Campori.
Una dintre cele mai importante colaborări ale sale a fost cu regizorul Peter Konwitschny care l-a solicitat  pentru rolul  Carol V/ Călugărul din opera Don Carlos (varianta franceză a operei verdiene). Premiera a avut loc în 2004 și a avut un foarte mare succes. Spectacolul a fost înregistrat și transpuns mai întâi pe CD, chiar în anul următor și apoi pe DVD. Pentru acest rol Dan Paul Dumitrescu a fost solicitat de Teatre del Liceu din Barcelona și l-a prezentat pe această scenă în ianuarie 2007. 
În discografia basului Dan Paul Dumitrescu alături de acest spectacol semnat P. Konwitschny transpuns pe DVD se mai afla Anna Bolena, opera în care a cântat rolul Lord Rochefort și le-a avut alături pe scena Operei de Stat din Viena pe Anna Netrebko și  Elina Garanca.
'“ Un Rochefort foarte convingător, cu o paletă coloristică foarte variată, susținută de forță vocală și  expresivă”„”'   Arkiv Music  apr 2011 
În 2012 a fost solicitat să interpreteze același rol, al lui Carol V/ Călugărul dar în varianta italiană, spectacol ce a fost pus în scenă de Daniele Abbado.  
În martie anul acesta va cânta  în spectacolul  pus în scenă de  Nicholas Joel, cu Pinchas Steinberg la pupitrul dirijoral rolul Ramphis ( Aida). Tot în această stagiune va colabora cu Placido Domingo, aflat în postura de dirijor,  în opera «Romeo și Julieta» de Gounod. Dan Paul Dumitrescu se va afla în rolul Frere Laurent, un rol pe care l-a susținut de-a lungul întregii cariere, începând din 2002 .
Don Carlo  - Verdi
“Deosebit de bine a cântat Dan Paul Dumitrescu înCălugărul/Carlo V, vocea sa amplă, rotundă și generoasă, perfect egală în toate registrele, aducând și calmul și autoritatea cerute în cele două roluri, reușind să se impună pregnant. “
AncaFlorea   - Iunie 2012 
“Macbeth” - Verdi
“ În anul comemorarii  Giuseppe Verdi – 100 de ani, Opera de Stat din Viena  a prezentat versiunea verdiană  a  piesei lui Shakespeare,” Macbeth”. În această ultimă variantă a operei  lui Verdi,  Dan Paul Dumitrescu a oferit publicului o interpretare plină de forță.”- 
Wiener Zeitung 16 ian 2001
'“Traviata “- Verdi'
“ Dan Paul Dumitrescu  în rolul Doctorului Grenvil a întruchipat perfect tipul doctorului care pur și simplu nu are cum să dea nici o veste bună.  Dan Paul Dumitrescu a  conturat in jocul  sau,  cat se poate de clar natura neajutorata,  însă atentă a doctorului.”   
The passion of opera – Christopher R. Skinner     oct 2011
“ Traviata” – Verdi
“ Dan Paul Dumitrescu a oferit în câteva fraze mai multă placere decât mulți dintre cei care au cântat un întreg spectacol.” - Maria  și Johann Jahnas  20 nov 2012
“Anna Bolena”  - Donizzetti
“ Un Rochefort foarte convingător, cu o paletă coloristică foarte variată, susținută de forță vocală și  expresivă”                 Arkiv Music  apr 2011 
“ Lucia di Lammermoor – Donizzetti
“ Interpretarea lui Dan Paul Dumitrescu în rolul Raimondo a avut noblețe și căldură” -  Kronen Zeitung ian 2011